# Georgie Henley
Georgie Henley (* 9. července 1995 Ilkey), celým jménem Georgina Helen Henley, je britská herečka proslavená hlavně rolí Lucinky Pevensieové ve filmové sérii Letopisy Narnie.

## Životopis
Georgie Henley se narodila v Ilkey Heleně a Mikovi Henleyovým. Chodila do místního hereckého kroužku Upstagers. Jejím celovečerním debutem se stal film Letopisy Narnie: Lev, čarodějnice a skříň.

### Filmová kariéra
Tehdy sedmiletá Georgie se v roce 2002 objevila na konkurzu pro film Letopisy Narnie. Castingová ředitelka Pippa Hall si jí zničeho nic všimla a byla nadšená z jejího vystoupení. Na obrazovce se poprvé objevila v roce 2005 jako malá Lucinka z Narnie. Její výkon byl na devítiletou dívku k neuvěření. V roce 2006 se zničeho nic objevila ve filmovém dramatu Jana Eyrová, kde hrála malou Janu.
V roce 2008 pokračovala série Narnie. Georgie opět jako malá Lucinka.
Roku 2010 patnáctiletá Georgie zažila svoji poslední premiéru Narnie s podnázvem Plavba Jitřního Poutníka.
V roce 2015 napsala a režírovala svůj první krátký film TIDE, který vypráví příběh mladého lesbického páru.
V roce 2018 ztvárnila Markétu Tudorovou v limitované sérii stanice Starz Španělská princezna, která byla založena na románech Královský slib (2005) a The King's Curse (2014) od Philippy Gregoryové.
V lednu 2019 byla oznámena jako členka obsazení připravovaného prequelu k seriálu Hra o trůny, který však HBO nakonec nerealizovala.

### Móda
S rostoucím věkem se Georgie čím dál víc začala zajímat o módu. Dne 11. ledna jsme jí mohli vidět jak šla po mole pro Albertu Ferreti. Georgie má velmi přísné názory na módu. Rozhodně není pro veliké odkrývání, proto ráda nosí šaty od Alberty Ferreti nebo Topshopu. Mezi její módní ikony patří Alexa Chung nebo Florence Welch.